# Ralf Turtschi
Ralf Turtschi (* 22. Mai 1955) ist ein Schweizer Typograf und Fachbuchautor.
Er absolvierte eine Lehre als Schriftsetzer und diplomierte danach als polygrafischer Techniker und PR-Berater. Seit 1986 arbeitet er selbständig und ist seit 1988 Eigentümer der „R. Turtschi AG, visuelle Kommunikation“.

## Fachbücher
- Praktische Typografie: Gestalten mit dem Personal-Computer, Niggli AG Verlag, 1994. ISBN 3-7212-0292-9
- Mediendesign: [Zeitungen, Magazine, Screendesign; electronic publishing – so wirds gemacht], Niggli AG Verlag, 1998. ISBN 3-7212-0327-5
- Making of: kreative Wege und Konzepte in der visuellen Kommunikation, Niggli AG Verlag, 2005. ISBN 3-7212-0539-1
- Fotobücher gestalten, Edition Publisher, 2005
- Typotuning 1 – Basics, Edition Publisher, 2006. ISBN 3-9053-9033-7
- Typotuning 2 – Office-Kommunikation, Edition Publisher, 2006. ISBN 3-9053-9034-5
- Typotuning 3 – PowerPoint, Edition Publisher, 2007. ISBN 3-9053-9035-3
- Typotuning 4 – Bildgestaltung, Edition Publisher, 2008. ISBN 3-905390-36-1
- Dokumentenoutput wird farbig – Transaktionsdruck heute, Eigenverlag, vergriffen
- Zeichen setzen!, 2013, Eigenverlag, nicht im Buchhandel erhältlich, Best.: www.zeichen-setzen.ch

## Fachartikel
Ralf Turtschi publiziert regelmässig in verschiedenen Medien. Viele Fachartikel zu typografischen und gestalterischen Themen sind auf der Website www.agenturtschi.ch und auf www.publisher.ch als PDF herunterzuladen.